# Juan Cáceres (labdarúgó)
Juan José Cáceres Palomares (Chancay, 1949. december 27. –) válogatott perui labdarúgó, kapus.

## Pályafutása

### Klubcsapatban
1969 és 1972 között az Unión Huaral, 1973-ban a Defensor Arica, 1974-ben a CN Iquitos, 1975–76-ban az Universitario, 1977-ben ismét a Huaral, 1978-79-ben az Alianza Lima, 1980-ban a Melgar, 1981-ben a Tarma labdarúgója volt. 1983-ban a Huaral csapatában fejezte be az aktív labdarúgást. Az Alinaza csapatával egy bajnoki címet nyert.

### A válogatottban
1975-ben egy alkalommal szerepelt a perui válogatottban. Részt vett az 1978-as argentínai világbajnokságon.

## Sikerei, díjai
Alianza Lima
- Perui bajnokság
  - bajnok: 1978